# Diocèse de Jhansi
Le diocèse de Jhansi (en latin Diocesis jhansiensis) est une circonscription ecclésiastique de l’Église catholique dans la partie méridionale de l’Uttar Pradesh, en Inde. La préfecture apostolique créée en 1940 est érigée en diocèse en 1954.  Depuis décembre 2024, le diocèse est dirigé par Mgr Wilfred Gregory Moras. 
Le diocèse couvre les districts civils de Banda, Hamirpur, Mahoba, Jalaun, Jhansi et Lalitpur dans l’état d’Uttar Pradesh.

## Histoire
En 1929 les districts de cette région d’Uttar Pradesh, alors partie du diocèse d'Allahabad (en) sont confiés aux missionnaires capucins de Malte. En 1940, par le décret ‘ad evangelicam veritatem’ le pape Pie XII détache ce territoire du diocèse d’Allahabad pour créer la préfecture apostolique de Jhansi. Cependant pour des raisons liées à la Seconde Guerre mondiale, le préfet n’est nommé qu’en 1946. Mgr François-Xavier Fenech, OFM Cap, un des pionniers de la mission, est ce premier préfet apostolique.
Le 5 juillet 1954 la préfecture est érigée en diocèse de Jhansi par le pape Pie XII. Le même Mgr Fenech en est le premier évêque : il reçoit le sacre épiscopal le 28 novembre 1954. Il choisit de faire de saint Jude le patron du diocèse et y développe la dévotion au saint apôtre invoqué pour les causes désespérées.
. Son siège épiscopal se trouve cependant dans la cathédrale Saint-Antoine, église construite en 1928, à Jhansi.
En 1999 les districts faisant partie de l’état de Madhya Pradesh sont détachés pour former ensemble le diocèse de Gwalior (en).

## Supérieurs ecclésiastiques

### Préfet apostolique
- 1946-1954 : François-Xavier Fenech, OFM Cap., préfet apostolique.

### Évêque
- 1954-1967 : François-Xavier Fenech, OFM Cap, évêque (démissionnaire)
- 1967-1976 : Baptist Mudartha, évêque (transféré à Allahabad)
- 1977-2012 : Frederick D’Souza, évêque (démissionnaire)
- 2012-2024 : Peter Parapullil, évêque (démissionnaire)
- 2024-     : Wilfred Gregory Moras